# Weronika Wedler
Weronika Wedler (* 17. Juli 1989 in Breslau) ist eine polnische Sprinterin.

## Sportliche Laufbahn
Internationale Erfolge feierte Wedler vor allem als Mitglied der polnischen 4-mal-100-Meter-Staffel. Bei den Leichtathletik-Junioreneuropameisterschaften 2007 in Hengelo gewann sie die Bronzemedaille und bei den Leichtathletik-U23-Europameisterschaften 2009 in Kaunas die Silbermedaille, wo sie zudem im 200-Meter-Lauf dem sechsten Platz belegte.
Im Erwachsenenbereich sicherte sie sich ihre erste internationale Medaille bei den Leichtathletik-Europameisterschaften 2010 in Barcelona. Als Schlussläuferin der polnischen Staffel um Marika Popowicz, Daria Korczyńska und Marta Jeschke erreichte sie den dritten Rang hinter den Mannschaften aus der Ukraine und Frankreich.

## Bestleistungen
- 100 m: 11,35 s, 11. Juni 2011  in Sosnowiec
- 60 m (Halle): 7,38 s, 20. Februar 2010 in Spała
- 200 m: 23,21 s, 6. Juni 2010 in Bydgoszcz
  - Halle: 23,58 s, 23. Februar 2014 in Sopot